# Tim Thomas
Timothy Thomas, Jr. (* 15. dubna 1974, Davison, Michigan, USA) je bývalý americký lední hokejový brankář naposled hrající NHL za Dallas Stars. Měl přezdívku The Tank, v překladu Nádrž. V roce 2019 byl jmenován do Americké síně slávy ledního hokeje.
Thomas vyrůstal ve Flintu, ve státě Michigan a poté hrál 4 roky univerzitní hokej za University of Vermont. V té době ho draftovali Quebec Nordiques až jako 217. volbu. Po univerzitní kariéře hrál pár let v nižších ligách a v Evropě než se stal částí prvního týmu Boston Bruins.
Čtyřikrát hrál Utkání hvězd (2008, 2009, 2011 a 2012). V roce 2009 a 2011 vyhrál Vezina Trophy pro nejlepšího brankáře sezony. Ve druhém případě vyhrál s Boston Bruins po 39 letech Stanley Cup a Thomas byl oceněn trofejí pro nejlepšího hráče play-off.

## Kariéra

### Klubová kariéra
Mezi lety 1993 a 1997 hrál univerzitní NCAA za University of Vermont, připsal si zde 81 vítězství, průměr 2,7 gólu na zápas a úspěšnost zákroků 92,4%. Stále je druhý v historii NCAA s počtem zákroků v kariéře, připsal si jich 3950. V roce 1996 pomohl svým Catamounts do finále NCAA zváneho Frozen Four. Dvakrát byl vybrán do Výběru hvězd konference ECAC a dvakrát do Výběru hvězd NCAA. V historii Vermont Catamounts je na prvním místě se 140 zápasy, 81 vítězstvími a 3950 minutami. Po své nováčkovské sezoně ho draftovali Quebec Nordiques na 217. pozici.
Po krátké době v ECHL za Birmingham Bulls a v IHL za Houston Aeros odešel hrát do zámoří (do Evropy), do finského týmu IFK Helsinky. S týmem odehrál 18 zápasů s 94%procentní úspěšností zákroků a HIFK vyhráli finskou ligu, když ve finále porazili Ilves. Po podepsání smlouvy s Edmonton Oilers šel do AHL, kde hrál za Hamilton Bulldogs. V polovině sezony se ale vrátil do HIFK, kde si ve 15 zápasech připsal 92%procentní úspěšnost zákroků. S týmem se opět dostal do finále, tentokrát ale ligu vyhráli TPS. Nutno dodat, že v obou úsecích odehraných za HIFK byl náhradním gólmanem.
V sezoně 1999-00 hrál za Detroit Vipers v severoamerické IHL. Na další sezonu putoval do švédské Elitserien. V týmu AIK Stockholm byl velmi oblíbený a týmu významně pomohl k prvnímu play-off ve čtyřech letech. Ve 43 zápasech jako jednička AIK si připsal 92%procentní úspěšnost zákroků.
V roce 2001 se stal členem Boston Bruins, ale zůstal v Evropě a odehrál svou první plnou sezonu v SM-Liize. Za tým Kärpät Oulu si ve 32 zápasech připsal 93%procentní úspěšnost zákroků. Poté odehrál své první dvě sezony za Providence Bruins v AHL. Svůj debut v NHL si připsal už v sezoně 2002-03, kdy za Boston Bruins porazil Edmonton Oilers.
V sezoně 2004-05 se z něj ale opět mohli těšit evropští fanoušci. Stal se jednoznačnou jedničkou finského Jokeritu, kde zmeškal pouze jediný zápas sezony a vedl ligu s 95%procentní úspěšností zákroků. Také překonal rekord finské SM-Liigy, když si připsal 15 čistých kont. Ve výkonech pokračoval i v play-off, kde si ve 12 zápasech připsal 94%procentní úspěšnost zákroků. Ve finále se ale Jokeritu nepodařilo zdolat Kärpät Oulu a tak získali pouze stříbrné medaile. Thomas vyhrál obě ceny pro nejlepšího hráče finské ligy a stal se prvním hráčem Jokeritu po Teemu Selännem.
Na další sezonu podepsal smlouvu opět s Jokeritem, ale součástí byla možnost odchodu do NHL. Den před začátkem sezony se dohodl s Boston Bruins a pustil tak do brány Jokeritu nováčka Joonase Hallikainena. Po tréninkovém kempu byl odeslán do Providence Bruins, ale protože brankáři prvního týmu, Andrew Raycroft a Hannu Toivonen se zranili, Thomas se stal jedničkou Boston Bruins. Ve 32 zápasech si připsal 12 vítězství a 20 proher (včetně proher v prodloužení), v průměru 2,77 gólu na zápas a 91,7procentní úspěšnost zákroků. Po sezoně získal fanouškovskou trofej 7th Player Award týmu udělovanou hráči, který nejdále překročil očekávání.
Přestože poslední jednička, Andrew Raycroft odešel do Toronto Maple Leafs, Thomas byl jmenován dvojkou týmu. Jedničkou byl Toivonen, kterému se ale nedařilo a nakonec se Thomasovi podařilo být jedničkou týmu. V 63 zápasech si připsal 30 vítězství, 29 proher, 4 prohry po prodloužení a úspěšnost zákroků 90,4%. Podruhé v řadě se mu povedlo získat 7th Player Award a stal se prvním brankářem historie Bruins, který ji vyhrál dvakrát.
V létě 2007 začal s tréninkovým programem založeným na józe, který mu vylepšil sílu a flexibilitu. To mu hodně pomohlo ke zlepšení svých výkonů v dalších sezonách.
Na začátku přestupové sezony v roce 2007 získali Bruins brankáře Mannyho Fernandeze z Minnesota Wild a později vyměnili Hannu Toivonena do St. Louis Blues. Thomas tak byl na začátku sezony opět pouze náhradním brankářem. Nicméně Fernandez se brzy zranil a Thomas se tak opět stal jedničkou. Podával skvělé výkony a dostal se do Utkání hvězd, kde nahradil Martina Brodeura a odehrál třetí třetinu zápasu. Z 18 střel pustil 4 góly a Východní konference porazila Západní konferenci 8:7.
Brzy v sezoně 2008-09 se mu podařilo být prvním brankářem Bruins od Byrona Dafoa v roce 1999, který si připsal dvě čistá konta v řadě. Oba zápasy dopadly 1:0 a poražení byli Edmonton Oilers a Vancouver Canucks. V dalším zápase, proti Calgary Flames, byl jeho čas bez obdrženého gólu zastaven, protože celkově po 154 minutách a 43 sekundách pustil gól. V listopadu sice chyběl pár zápasů kvůli nemoci, ale byl vybrán do Utkání hvězd, kde si připsal další výhru po výhře Východní konference 12:11 po nájezdech. 26. února 2009 si připsal svou stou výhru v NHL, když Bruins poraili Anaheim Ducks 6:0.
2. dubna 2009 podepsal nový tříletý kontrakt s Bruins, který mu zajistil celkem 15 milionů dolarů. O dva dny později se mu podařilo vyhrát s Bruins Východní konferenci poprvé od roku 2002. V play-off pomohl vyřadit v prvním kole Montreal Canadiens, ve čtvrtfinále ale Bruins nestačili na Carolina Hurricanes.
18. června 2009 mu byla na ceremoniálu udělování cen udělena Vezina Trophy pro nejlepšího brankáře sezony, když porazil Niklase Bäckströma z Minnesota Wild a Steva Masona z Columbus Blue Jackets. V NHL kraloval s 2,1 góly na zápas a úspěšností zákroků 93,3%.
1. ledna 2010 byl částí třetího Winter Classic, když Bruins porazili Philadelphia Flyers na baseballovém Fenway Parku 2:1.
V sezoně 2010/11 vyhrál podruhé Vezina Trophy a s Boston Bruins vyhrál po 39 letech Stanley Cup. Thomas byl zvolen nejužitečnějším hráčem vyřazovací části a získal Conn Smythe Trophy.
Po sezoně 2011/12 si dal od ledního hokeje roční pauzu. Během ní se věnoval rodině, podnikal ve stavebnictví nebo vyrážel na lovecké výpravy. Potom ještě odehrál v sezoně 2013/14 48 zápasů v základní části, 40 zápasů za Floridu Panthers a 8 zápasů za Dallas Stars. Jeden zápas si ještě zahrál v play- off za Dallas Stars, což byl jeho poslední utkání v NHL.

### Reprezentační kariéra
Při jeho univerzitní kariéře za University of Vermont byl nominován na mistrovství světa za USA hned dvakrát. Nejprve v roce 1995, kdy ale nehrál jediný zápas a Spojené státy americké skončily šesté. O rok později si připsal svůj debut v národním týmu, když v 21 minutých, které hrál, pustil jeden gól. S USA pak mohl slavit bronzové medaile.
V roce 1998 po své první profesionální sezoně hrál za USA první celý zápas, nicméně, tým na mistrovství světa zklamal a skončil dvanáctý. Další nominace se tak Thomas dočkal až v roce 2005, do brány se ale nedostal, jedničkou byl totiž nadaný Rick DiPietro.
Poté, co se stal jedničkou v NHL, byl nominován na mistrovství světa 2008 v Kanadě, kde skončili šestí. Střídal se s Robertem Eschem, poté ale utrpěl zranění. Připsal si v průměru 1,5 gólu na zápas a jedno čisté konto.
1. ledna 2010 byl vybrán do olympijské reprezentace USA. Olympijský debut si připsal v semifinále proti Finsku, kdy ve třetí třetině za stavu 6:0 střídal Ryana Millera, aby se jednička týmu nezranila.
Naposledy si za reprezentaci zachytal na MS 2014, odehrál všechny utkání USA, připsal si 5 výher a 3 porážky, se svou zemí skončil ve čtvrtfinále.

## Ocenění

### NCAA
- První výběr hvězd ECAC v letech 1995 a 1996
- Druhý výběr hvězd NCAA v roce 1995
- První výběr hvězd NCAA v roce 1996

### SM-liiga
- Urpo Ylönen Trophy pro nejlepšího brankáře ligy v roce 1998
- Kultainen kypärä pro nejlepšího hráče podle ostatních hráčů v roce 2005
- Lasse Oksanen Trophy pro nejlepšího hráče ligy v roce 2005

### NHL
- Utkání hvězd v letech 2008, 2009,2011 a 2012
- William M. Jennings Trophy pro brankáře chytajícího za tým s nejmenším počtem obdržených gólů v sezoně, společně s Manny Fernandezem v roce 2009
- Roger Crozier Saving Grace Award pro brankáře s nejlepší procentuální úspěšností zákroků a nejméně 25 odehranými zápasy v sezoně v roce 2009
- Vezina Trophy pro nejlepšího brankáře ligy v roce 2009 a 2011
- Conn Smythe Trophy (2011)
- První výběr hvězd NHL v roce 2009 a 2011

### Reprezentace
- 3. místo na MS 1996
- 2. místo na ZOH 2010

## Prvenství
- Debut v NHL - 19. října 2002 (Edmonton Oilers proti Boston Bruins)
- První inkasovaný gól v NHL - 19. října 2002 (Edmonton Oilers proti Boston Bruins, kanadským útočníkem Anson Carter)
- První čisté konto v NHL - 30. ledna 2006 (Ottawa Senators proti Boston Bruins)

## Klubová statistika

### Základní části
| Sezona        | Tým                   | Liga          | Z   | V   | P   | R  | PvP | MIN    | OG    | ČK | POG  | %ChS |
| ------------- | --------------------- | ------------- | --- | --- | --- | -- | --- | ------ | ----- | -- | ---- | ---- |
| 1992–93       | Davison High School   | HS-MI         | 27  | 18  | 5   | 4  | —   | 1580   | 87    | 9  | 3.30 | .926 |
| 1993–94       | University of Vermont | ECAC          | 33  | 15  | 12  | 6  | —   | 1864   | 94    | 0  | 3.03 | .899 |
| 1994–95       | University of Vermont | ECAC          | 34  | 18  | 13  | 2  | —   | 2010   | 90    | 4  | 2.69 | .914 |
| 1995–96       | University of Vermont | ECAC          | 37  | 26  | 7   | 4  | —   | 2254   | 88    | 3  | 2.34 | .924 |
| 1996–97       | University of Vermont | ECAC          | 36  | 22  | 11  | 3  | —   | 2158   | 101   | 2  | 2.81 | .914 |
| 1997–98       | Houston Aeros         | IHL           | 1   | 0   | 0   | 1  | —   | 59     | 4     | 0  | 4.01 | .852 |
| 1997–98       | Birmingham Bulls      | ECHL          | 6   | 4   | 1   | 1  | —   | 360    | 13    | 1  | 2.17 | .944 |
| 1997–98       | HIFK Hockey           | SM-l          | 18  | 13  | 4   | 1  | —   | 1034   | 28    | 2  | 1.62 | .947 |
| 1998–99       | Hamilton Bulldogs     | AHL           | 15  | 6   | 8   | 0  | —   | 837    | 45    | 0  | 3.23 | .905 |
| 1998–99       | HIFK Hockey           | SM-l          | 14  | 8   | 3   | 3  | —   | 831    | 34    | 2  | 2.23 | .917 |
| 1999–00       | Detroit Vipers        | IHL           | 36  | 10  | 21  | 3  | —   | 2020   | 120   | 1  | 3.56 | .892 |
| 2000–01       | AIK                   | SEL           | 43  | 17  | 16  | 10 | —   | 2542   | 105   | 3  | 2.48 | .918 |
| 2001–02       | Oulun Kärpät          | SM-l          | 32  | 15  | 12  | 5  | —   | 1937   | 79    | 4  | 2.45 | .925 |
| 2002–03       | Providence Bruins     | AHL           | 35  | 18  | 12  | 5  | —   | 2049   | 98    | 1  | 2.87 | .906 |
| 2002–03       | Boston Bruins         | NHL           | 4   | 3   | 1   | 0  | —   | 220    | 11    | 0  | 3.00 | .907 |
| 2003–04       | Providence Bruins     | AHL           | 43  | 20  | 16  | 6  | —   | 2544   | 78    | 9  | 1.84 | .941 |
| 2004–05       | Jokerit               | SM-l          | 54  | 34  | 7   | 13 | —   | 3267   | 86    | 15 | 1.58 | .946 |
| 2005–06       | Providence Bruins     | AHL           | 26  | 15  | 11  | —  | 0   | 1515   | 57    | 1  | 2.26 | .923 |
| 2005–06       | Boston Bruins         | NHL           | 38  | 12  | 13  | —  | 10  | 2187   | 101   | 1  | 2.77 | .917 |
| 2006–07       | Boston Bruins         | NHL           | 66  | 30  | 29  | —  | 4   | 3619   | 189   | 3  | 3.13 | .905 |
| 2007–08       | Boston Bruins         | NHL           | 57  | 28  | 19  | —  | 6   | 3342   | 136   | 3  | 2.44 | .921 |
| 2008–09       | Boston Bruins         | NHL           | 54  | 36  | 11  | —  | 7   | 3259   | 114   | 5  | 2.10 | .933 |
| 2009–10       | Boston Bruins         | NHL           | 43  | 17  | 18  | —  | 8   | 2442   | 104   | 5  | 2.56 | .915 |
| 2010–11       | Boston Bruins         | NHL           | 57  | 35  | 11  | —  | 9   | 3364   | 112   | 9  | 2.00 | .938 |
| 2011–12       | Boston Bruins         | NHL           | 59  | 35  | 19  | —  | 1   | 3352   | 132   | 5  | 2.36 | .920 |
| 2013–14       | Florida Panthers      | NHL           | 40  | 16  | 20  | —  | 3   | 2299   | 110   | 0  | 2.87 | .909 |
| 2013–14       | Dallas Stars          | NHL           | 8   | 2   | 4   | —  | 1   | 364    | 18    | 0  | 2.97 | .902 |
| Celkem v SM-l | Celkem v SM-l         | Celkem v SM-l | 118 | 70  | 26  | 22 | —   | 7,069  | 227   | 23 | 1.93 | .937 |
| Celkem v NHL  | Celkem v NHL          | Celkem v NHL  | 426 | 214 | 145 | 0  | 49  | 24,446 | 1,027 | 31 | 2.52 | .920 |

### Play-off
| Sezona        | Tým               | Liga          | Z  | V  | P  | MIN   | OG  | ČK | POG  | %ChS |
| ------------- | ----------------- | ------------- | -- | -- | -- | ----- | --- | -- | ---- | ---- |
| 1997–98       | HIFK Hockey       | SM-l          | 9  | 9  | 0  | 551   | 14  | 3  | 1.52 | .926 |
| 1998–99       | HIFK Hockey       | SM-l          | 11 | 7  | 4  | 658   | 25  | 0  | 2.28 | .920 |
| 2000–01       | AIK               | SEL           | 5  | 1  | 4  | 299   | 20  | 0  | 4.00 | .875 |
| 2001–02       | Oulun Kärpät      | SM-l          | 3  | 1  | 2  | 180   | 12  | 0  | 4.00 | .903 |
| 2003–04       | Providence Bruins | AHL           | 2  | 0  | 2  | 84    | 10  | 0  | 7.13 | .655 |
| 2004–05       | Jokerit           | SM-l          | 12 | 8  | 4  | 720   | 22  | 0  | 1.83 | .938 |
| 2007–08       | Boston Bruins     | NHL           | 7  | 3  | 4  | 430   | 19  | 0  | 2.65 | .914 |
| 2008–09       | Boston Bruins     | NHL           | 11 | 7  | 4  | 680   | 21  | 1  | 1.85 | .935 |
| 2010–11       | Boston Bruins     | NHL           | 25 | 16 | 9  | 1542  | 51  | 4  | 1.98 | .940 |
| 2011–12       | Boston Bruins     | NHL           | 7  | 3  | 4  | 448   | 16  | 1  | 2.14 | .923 |
| 2013–14       | Dallas Stars      | NHL           | 1  | 0  | 0  | 15    | 1   | 0  | 4.00 | .500 |
| Celkem v SM-l | Celkem v SM-l     | Celkem v SM-l | 35 | 25 | 10 | 2,109 | 73  | 3  | 2.08 | —    |
| Celkem v NHL  | Celkem v NHL      | Celkem v NHL  | 51 | 29 | 21 | 3,114 | 108 | 6  | 2.08 | .933 |

### Reprezentace
| Rok                       | Tým                       | Soutěž                    | Z  | V | P | R | MIN | OG | ČK | POG  | %ChS |
| ------------------------- | ------------------------- | ------------------------- | -- | - | - | - | --- | -- | -- | ---- | ---- |
| 1995                      | USA                       | MS                        | 0  | — | — | — | —   | —  | —  | —    | —    |
| 1996                      | USA                       | MS                        | 1  | 0 | 0 | 0 | 21  | 1  | 0  | 2.86 | .970 |
| 1998                      | USA                       | MS                        | 1  | 0 | 0 | 0 | 58  | 2  | 0  | 2.06 | .917 |
| 1999                      | USA                       | MS                        | 2  | 0 | 2 | 0 | 98  | 7  | 0  | 4.29 | .910 |
| 2005                      | USA                       | MS                        | 0  | — | — | — | —   | —  | —  | —    | —    |
| 2008                      | USA                       | MS                        | 3  | 2 | 0 | — | 160 | 4  | 1  | 1.50 | .925 |
| 2010                      | USA                       | OH                        | 1  | 0 | 0 | — | 12  | 1  | 0  | 5.21 | .857 |
| 2014                      | USA                       | MS                        | 8  | 5 | 3 | — | 447 | 26 | 0  | 3.49 | .869 |
| Seniorská kariéra celkově | Seniorská kariéra celkově | Seniorská kariéra celkově | 16 | 7 | 5 | 0 | 796 | 41 | 1  | 3.09 | —    |